# وهگانیا
وهگانیا (به انگلیسی: Wahgunyah) یک شهرک در استرالیا است که در ویکتوریا (استرالیا) واقع شده‌است.